# The Glob
The Glob è un videogioco arcade di genere platform, sviluppato da Epos Corporation e pubblicato da Magic Electronics nel 1983. Venne presentato in anteprima ad una fiera da una compagnia chiamata Magic Conversion. Non ricevette alcuna conversione per le piattaforme del periodo.

## Modalità di gioco
The Glob si articola in 24 livelli, strutturati in una serie di complessi alti cinque piani. Il giocatore controlla Toby, una creatura gelatinosa blu che corre per i corridoi e prende gli ascensori per mangiare tutto il cibo presente nel complesso. I nemici si presentano sotto forma di vari animali: coccodrilli, rane, conigli, scimmie e maiali, ognuno con i propri schemi comportamentali.
Il giocatore può far compiere a Toby un'azione premendo uno dei due pulsanti. Il primo viene usato per saltare Toby e farlo attaccare al soffitto, il che è utile per eludere i nemici, e anche per sconfiggerli cadendoci sopra dall'alto. Il secondo invece gli fa premere gli interruttori che sono sparsi nei piani per chiamare gli ascensori al piano attuale di Toby. Gli ascensori stessi possono essere usati come arma per schiacciare i nemici, sia dalla parte superiore che da quella inferiore.
Tornando agli animali, con il passare dei livelli diventano più intelligenti e cominciano anche loro a prendere gli ascensori. Toby perde una vita nel caso tocca un animale, viene anche lui schiacciato da un ascensore o consuma il suo "livello di energia", ovvero il tempo a disposizione per completare il livello. La partita finisce una volta che le vite vengono esaurite.

## Eredità
The Glob ebbe due seguiti usciti nel 1984, ovvero Super Glob e Beastie Feastie. Entrambi mantengono lo stesso gameplay del predecessore e lo stesso numero di livelli, ma questi ultimi sono più complessi.